# You've Got to Walk It Like You Talk It or You'll Lose That Beat
You've Got to Walk It Like You Talk It or You'll Lose That Beat è un film statunitense del 1971 diretto da Peter Locke.
Narra la storia di un giovane hippie e della sua ricerca del significato della vita a Central Park. La colonna sonora include pezzi di Donald Fagen e Walter Becker, duo che in seguito sarebbe confluito nel gruppo Steely Dan.
Il futuro regista Wes Craven, all'epoca impiegato in una società di post-produzione di New York, esordì in qualità di montatore in questo film.